# Museo de Historia Natural de Basilea

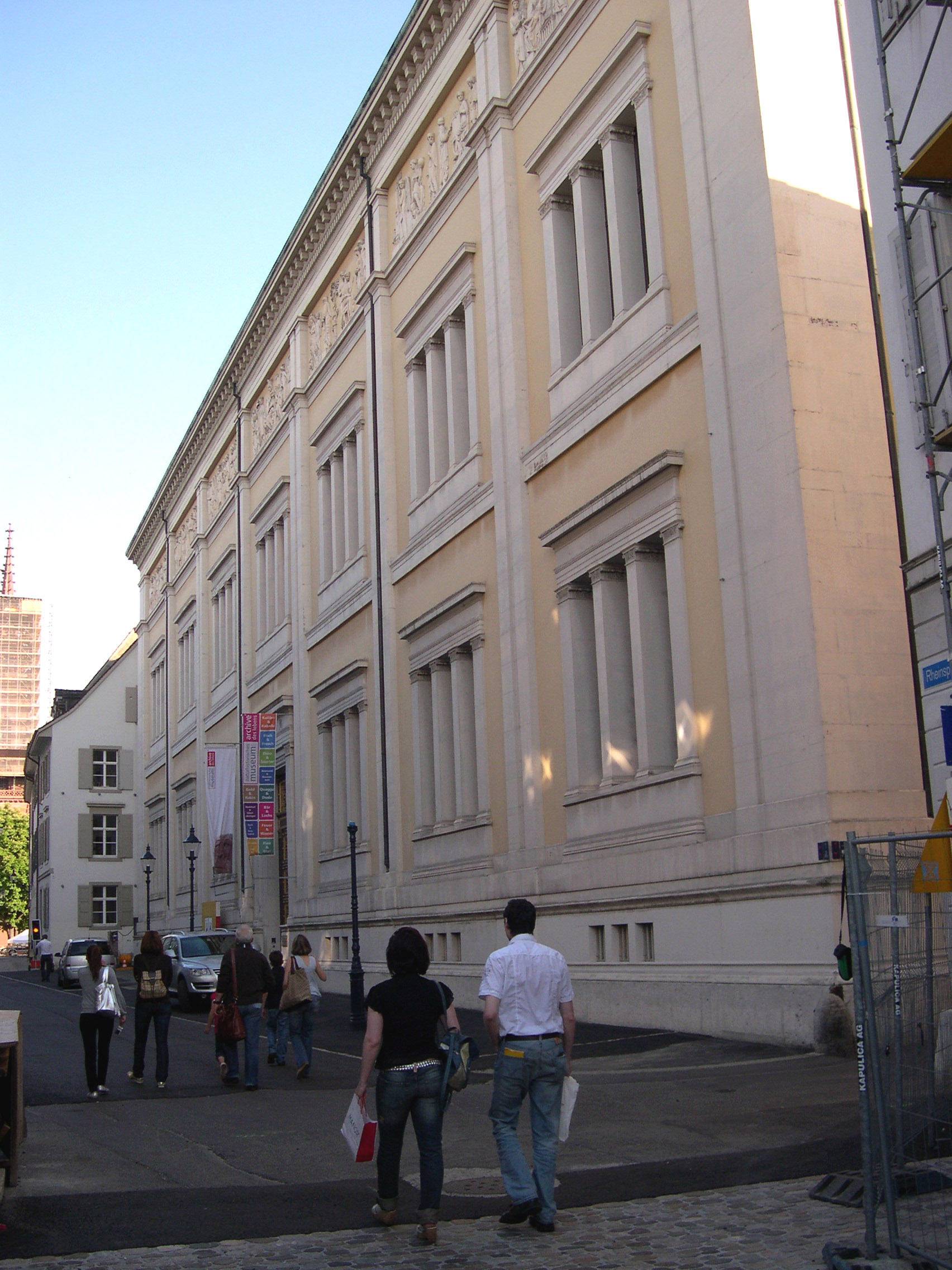
Vista del museo.

El Museo de Historia Natural de Basilea (en alemán Naturhistorisches Museum Basel) es un museo de historia natural situado en Basilea, en Suiza. Con más de trescientos años de existencia, alberga numerosas colecciones, fundamentalmente en los ámbitos de la zoología, la entomología, la mineralogía, la antropología, la osteología y la paleontología. Su cometido se centra en ampliar, conservar, investigar, documentar y dar a conocer sus más de 7,7 millones de objetos, unos verdaderos «archivos de la vida». El museo organiza con regularidad exposiciones temporales sobre temas actuales, eventos, visitas guiadas y excursiones y, además, participa en diversos proyectos de investigación de carácter nacional e internacional.